# Iomud
Der Iomud (auch Jomud, Jamud, Iomudskaya (russisch), Yamud (Iran)) ist eine turkmenische Pferderasse.
Hintergrundinformationen zur Pferdebewertung und -zucht finden sich unter: Exterieur, Interieur und Pferdezucht.

## Exterieur
Der Iomud hat einen langen sauber geschnittenen Kopf, manchmal mit Ramsnase. Der Hals ist mittellang, der Widerrist mittelhoch, der Rücken kräftig, die Kruppe gut gerundet. Die Brust ist flach. Die Beine sind sauber, schlank aber oft säbelbeinig und vorbiegig gestellt. Mähne und Schweif sind spärlich, die Haut dünn. Er hat ein Stockmaß von 150 cm, an Fellfarben kommen hauptsächlich Schimmel und Füchse, seltener Goldfüchse und Rappen vor.

## Interieur
Der Iomud ist ein langlebiges gesundes Pferd mit weich fließenden Gängen. Die Pferde werden in Wüsten und Halbwüsten in Herden gehalten.

## Zuchtgeschichte
Der Iomud stammt von turkmenischen Pferden ab und wurde vom Stamm der Iomud in der Tashauz-Oase im Süden Turkmenistans gezüchtet. Außerdem wurde er durch Pferderassen der Steppe beeinflusst und nach dem 14. Jahrhundert durch arabische Hengste veredelt. Da die reinrassige Population der Rasse sehr zurückgegangen ist, wurde 1983 ein Gestüt zur Erhaltung der Rasse gegründet, das die augenblickliche Populationsgröße von 140 Stuten auf 240 bis 250 Stuten anheben soll.